# 湯檜曽郵便局
湯檜曽郵便局（ゆびそゆうびんきょく）は、群馬県利根郡みなかみ町にある郵便局。

## 概要
上越線湯檜曽駅に隣接している。
風景印は、湯檜曽温泉・文学歌碑・谷川岳一ノ倉沢の岩壁。

## 取扱内容
- 郵便・印紙・ゆうパック・チルドゆうパック・内容証明[2]
- 貯金・貸付・為替・振替・振込・国債・貯金小切手の振出・簡易払い・JP BANK カード（クレジットカード）・通帳取り扱い（ATM）・硬貨でのお取り扱い（ATM）・払込用紙による通常払込み（ATM）[3]
- 生命保険・がん保険・バイク自賠責保険[4]
- ゆうちょ銀行ATM
- 郵便局のみまもりサービス[5]

## 周辺
- みなかみユネスコエコパーク
- 水上温泉郷・湯檜曽川
- 谷川岳天神平スキー場・谷川岳ロープウェイ
- 大穴スキー場・奥利根スノーパーク

## アクセス
- 上越線湯檜曽駅より、約70m徒歩約2分。
- 関越自動車道水上インターチェンジより、国道291号で約10分。